# برلین (داکوتای شمالی)
برلین(به انگلیسی: Berlin) شهری در ایالت داکوتای شمالی کشور ایالات متحده آمریکا است که جمعیت آن در سرشماری سال ۲۰۱۰ میلادی، ۳۴ نفر بوده‌است.